# Рецептор фолиевой кислоты бета
Рецептор фолиевой кислоты бета, или рецептор фолиевой кислоты 2, (англ. Folate receptor beta, FRβ) — высокоаффинный клеточный рецептор к фолиевой кислоте и нескольким её производным, относится к семейству белков рецепторов фолиевой кислоты. Обеспечивает транспорт 5-метилтетрагидрофолата в клетку. Экспрессируется в плаценте, гематопоэтических клетках и в раковых клетках.
У человека описано 4 типа рецепторов из этого семейства: альфа, бета, гамма, дельта. В клетке рецептор обеспечивает доставку в клетку 5-метилтетрагидрофолата, кофактора, необходимого для клеточной пролиферации. Вместе с рецептором фолиевой кислоты альфа является мишенью для антираковой терапии, так как блокировка транспорта фолата в раковые клетки предотвращает их дальнейшее размножение.

## Структура
Фолатный рецептор бета является белком, состоящим из 214 аминокислот. Это мембрано-связанный белок, заякоренный на клеточной мембране за счёт фосфатидилинозитольного остатка. Содержит 2 участка N-гликозолирования.

## Заболевания
Фолатный рецептор бета экспрессируется активированными макрофагами в синовиальной ткани при ревматоидном артрите, и в связи с этим ПЭТ-трейсеры, связывающиеся с FRβ, используются для исследований ревматоидного артрита.